# Kodjo Akolor
Kodjo Akolor (uttal [ˈkɔdjɔ akɔˈloːr]), folkbokförd som Kojo Akolor, född 15 juni 1981 i Täby, är en svensk komiker,  skådespelare och programledare i radio och TV.

## Biografi
2007 medverkade Akolor i radio och TV hos The Voice, bland annat i morgonradioprogrammet Vakna med The Voice, som även har sänts i Kanal 5. Han var under hösten 2008 reporter på stan för Vakna, med dagliga inslag i Kanal 5. Han ledde även den egna humorshowen Kodjos värld i The Voice TV, där komik blandades med musikvideor.
Våren 2008 var Akolor bisittare till Peppe Eng i TV4:s program Talang. Under 2008 medverkade Akolor i humorprogrammet Eru Edgy i Sveriges Radio P3. År 2009 började han som programledare för Morgonpasset i P3 under vardagar tillsammans med Martina Thun och Hanna Hellquist. 
I juni 2010 var Kodjo Akolor värd för ett Twilight-fan-evenemang där Taylor Lautner och Kristen Stewart från Twilight-filmerna medverkade.
Han var programledare för Musikhjälpen under 2011–2016 och 2021. Första gången var tillsammans med Gina Dirawi och Jason "Timbuktu" Diakité under 2011 och 2012, när programmet sändes från Gustaf Adolfs torg i Göteborg respektive Stortorget i Malmö. Han återkom 2013 tillsammans med Emma Knyckare och Sarah Dawn Finer, när programmet återigen sändes från Göteborg. 2014 sändes programmet från Uppsala och han ledde programmet tillsammans med Linnea Henriksson och Petter Alexis Askergren. Dessutom klev han in med kort varsel som programledare för Musikhjälpen 2021.
År 2013 deltog Akolor som en av sex tävlande i andra säsongen av SVT:s musiktävlingsprogram Maestro. 2014 var han programledare för SVT-serien Kodjos kval som handlade om Europaparlamentsvalet 2014.

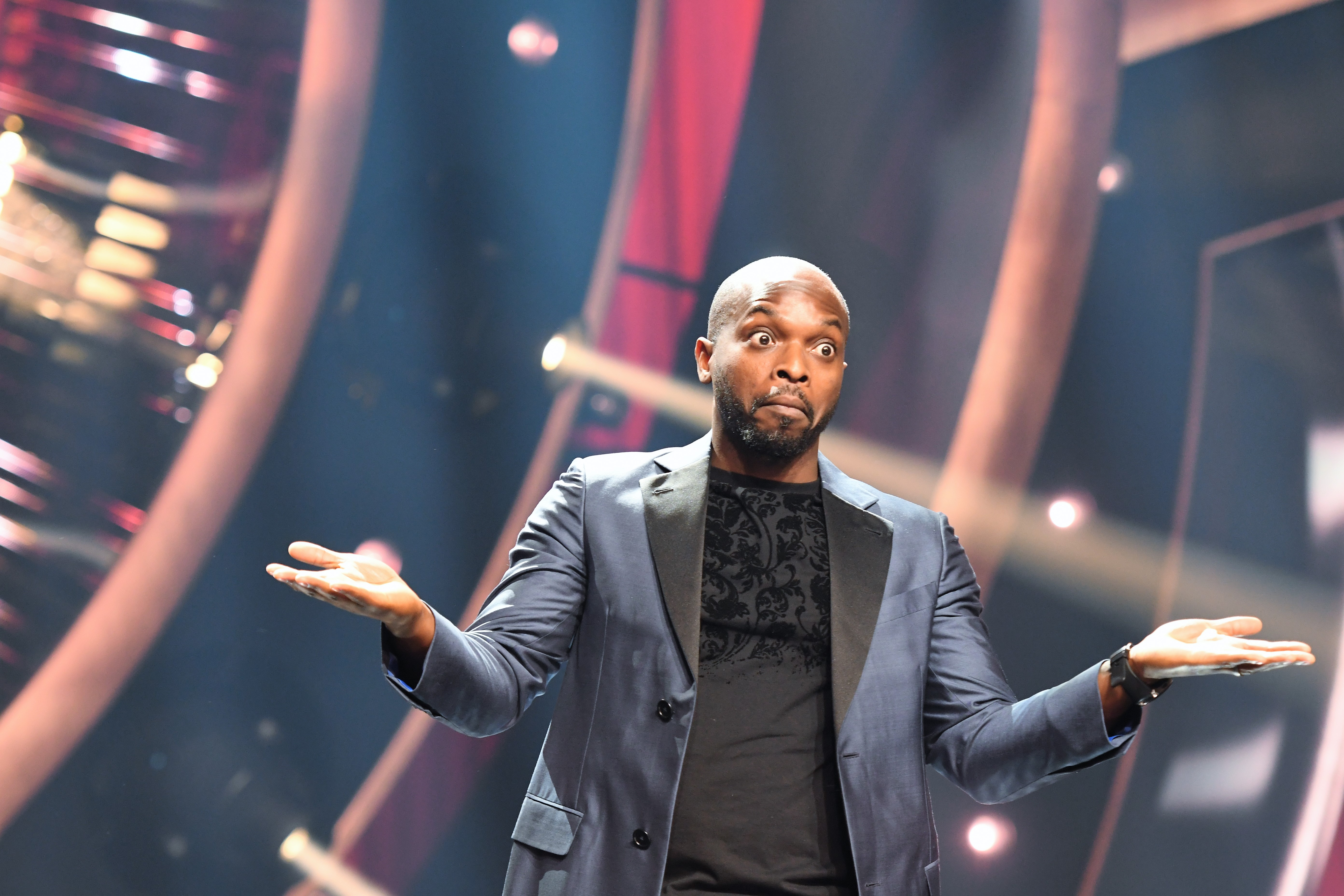
Kodjo Akolor i samband med Melodifestivalen 2019.

År 2019 programledde han Melodifestivalen tillsammans med Sarah Dawn Finer, Marika Carlsson och Eric Saade.
Sommaren 2019 var Akolor en av värdarna för Sommar i P1 och 2023 återkom han som värd för Vinter i P1.
Efter 13 år som programledare för Morgonpasset i P3 gjorde han i december 2022 sin sista sändning som helt och hållet var en hyllning till Akolor. Han uppgav näthat som en av anledningarna till att han slutade. Efter att han lämnade Sveriges Radio har han bland annat lett ett program om källkritik på UR och turnerat med egna humorshowen Lättkränkt och långsint.

### Familj
Akolor växte upp i Vallentuna och Täby med ghananska föräldrar. Han är gift med Olga Nikrasova Akolor sedan 2013. Paret har tre barn.

## Filmografi
- 2005 – Stockholm Live (TV-serie)
- 2008 – Kodjos Värld (TV-serie)
- 2010 – Torkel & Morteza: The Kiosk
- 2011 – Rio (röst)
- 2012 – Arne Dahl: De största vatten (TV-serie)
- 2012 – Den blå mannen
- 2013 – Musikhjälpen (TV-serie)
- 2015 – Welcome to Sweden (TV-serie)
- 2015 – Det borde finnas regler
- 2016 – Husdjurens hemliga liv (röst)
- 2016 – Finaste familjen (TV-serie)
- 2017 – Bäst i test (TV-serie)
- 2017 – Jakten på tidskristallen (TV-serie)
- 2018 – De dagar som blommorna blommar (TV-serie)
- 2019 – Melodifestivalen 2019 (TV-serie) (programledare)
- 2019 – Husdjurens hemliga liv 2 (röst)
- 2019 – Toy Story 4 (röst)
- 2021 – Tom & Jerry (röst)
- 2024 – Vem ska jag tro på? (TV-serie) (programledare)

## Priser
- 2014 - Award Awards: Årets svenska programledare